# Portugal i olympiska sommarspelen 1920
Portugal deltog med 13 deltagare vid de olympiska sommarspelen 1920 i Antwerpen. Ingen av landets deltagare erövrade någon medalj.